# 幻想三國誌—天元異事錄
《幻想三國誌—天元異事錄》是一个是宇峻科技開發的電子角色扮演遊戲，於2023年1月11日於iOS、Android、Microsoft Windows平台上市。
本作標語：『一起延續我們未完成的動人篇章』

## 故事情節
中平五年，黃巾之亂雖已平定，但時局依舊混亂。藏花樓的密探伏策與連山閣少閣主譙方，奉尚書盧植之命，前往譙縣回收黃巾軍的禁書《太平道闡釋》。就此揭開傳說的全新篇章!

## 角色介紹

### 主要角色
伏策
本作的主角，是藏花樓密探同時也是連山閣的外事弟子。喜好打聽各類民間軼聞，並將其記錄成書
譙方
連山閣少閣主。自幼與伏策、瑜兒三人為為青梅竹馬。個性上較穩重，且翩翩君子。夢想能走遍天下，將見聞彙整成書，寫出媲美山海經的博物誌。
雲煙
出身於太虛境的魎狩。性格直率不做作，自幼生活在閉塞的太虛境中，因此略有些不通世務。
小燈
神醫少女。隨其師九節上人隱居於杏花弄學習醫術。待人接物早熟而淡漠，寡言少語其實是因為怕生。即使如此，仍有著悲天憫人的醫者胸懷，喜歡各種動物，對毛茸茸的小動物沒有抵抗力
項羽
歷史上著名的西楚霸王，但現在已經成為魘靈。但不知為何並非以全盛時期的樣貌現世，而是少年身姿。但雖是少年身姿，單仍舊有著與霸王知名相稱的氣魄與擔當。

## 外部連結
- 官方网站